# Greenify
Greenify è un sottoprodotto della casa produttrice cinese Oasis Feng, sviluppato per Android e progettato per limitare l'esecuzione in background delle app, ai fini di risparmio energetico e di ottimizzazione del funzionamento del sistema.
Greenify ottiene il suo effetto mettendo in pausa forzatamente ("inverdendo") le applicazioni incluse nella sua lista nera quando il telefono è in standby. Le app non funzionano continuamente in background e pertanto si risparmia energia.

## Popolarità
Ad oggi l'app conta più di 10 milioni di download dal playstore e 309.000 recensioni.
Greenify è divenuto famoso principalmente tra gli appassionati di modding, poiché per sbloccare tutte le funzionalità è necessario avere privilegi di amministratore (meglio conosciuti come root).